# Virtute et Armis
Virtute et Armis er et latinsk motto (dansk: Med tapperhed og våben). Det er mottoet for staten Mississippi i USA.
| Sprog | Spire Denne artikel om sprog er en spire som bør udbygges. Du er velkommen til at hjælpe Wikipedia ved at udvide den. |